# Apoblepta epicharis
Apoblepta epicharis är en fjärilsart som beskrevs av Turner 1911. Apoblepta epicharis ingår i släktet Apoblepta och familjen Crambidae. Inga underarter finns listade i Catalogue of Life.